# 太平洋艦隊の軍事歴史博物館
太平洋艦隊の軍事歴史博物館（ロシア語: Военно-исторический музей Тихоокеанского флота）は、ロシア沿海地方の州都・ウラジオストクのスヴェトランスカヤ通りにある博物館。

## 概要
ロシア太平洋艦隊の本拠地であるウラジオストクに存在する軍事歴史博物館である。60年以上の歴史があり、博物館は展示のユニークなコレクションを収蔵しており、古い武器をはじめとする博物館のコレクションは、バトルフラッグと旗、軍艦の模型、そして有名な海辺の芸術家による絵画のコレクションがある。現在、博物館には4万以上の収納ユニットがある。中庭には、さまざまな大砲が置かれている。

## 博物館の歴史
1945年10月、太平洋艦隊と沿海地方委員会の合同会議で、太平洋艦隊の歴史の博物館を設立することが決定された。
博物館の創始者はボリス・スシュコフ中佐(Сушков Борис Александрович)である。彼の指揮下でそして直接の個人的な参加により、太平洋艦隊の歴史に関する展示を集めるために多大な努力が払われた。1958年にカムチャッカ半島とコマンドルスキー諸島への博物館の労働者の科学的探検の結果として、博物館コレクションは極東の発展の歴史に関する資料で補充された。そして千島列島への探検のおかげで、日本との戦争時代の展示は1945年に他の博物館や組織から借りた一時的または恒久的な使用による展示となっている。
1950年4月21日に太平洋艦隊の司令官、N・G・クズネツォフ提督が 太平洋艦隊の海軍歴史博物館のプーシンスカヤ通り14にある元ルーテル教会の建物で、5月9日にオープンすることに署名した。1997年9月に、博物館はSvetlanskaya通り、66の歴史と建築の記念碑である現在の建物に移された。1998年から2002年にかけて、建物の改修工事が行われ、展示用ベルトのデザインは2003年に始まり、2005年5月9日に太平洋艦隊歴史博物館が再公開された。

## 現在の本館の歴史
シベリア艦隊の乗組員の家族や将校の居住のために計画されウラジオストク港の建設委員会のプロジェクトの下で1903年に建てられた。ソビエト連邦時代には、太平洋艦隊の軍事評議会のメンバー、海軍司令官、提督達が、この建物に居住していた。 1980年から1990年の間には、 太平洋艦隊の様々な機関がこの建物内に置かれていた。 1997年に、この建物は太平洋艦隊の軍事歴史博物館に移管された。

## 本館所在地
- г. Владивосток, ул. Светланская, 66.(ウラジオストク市 スベトランスカヤ通り66)

## 屋外展示物
1. S-56潜水艦・・・内部見学ができる。
  - S-56潜水艦(ロシア語)
2. 記念艦クラスヌイ・ヴィンペル・・・以前は内部に立入が許されていたが現在は外観を見るのみ。
  - 記念艦クラスヌイ・ヴィンペル(ロシア語)
3. 日露戦争英雄記念碑・・・基台部分に日本海海戦のレリーフがある。

## 分館
分館としてルースキー島にヴォシローフ砲台があるが、2019年2月より技術的な理由で閉鎖されている。

## 見学時間
月曜日、火曜日、および毎月の最終金曜日は休館
- 午前10時～午後6時（入館は午後5時半まで）[1]